# Левофлоксацин
Левофлоксацин — антибактериальный препарат, относящийся к группе фторхинолонов III поколения. Он используется для лечения ряда бактериальных инфекций, включая острый бактериальный синусит, пневмонию, инфекции мочевыводящих путей, хронический простатит, а также в составе комплексной терапии некоторых типов гастроэнтерита. Наряду с другими антибиотиками, левофлоксацин может применяться для лечения туберкулёза, менингита и воспалительных заболеваний органов малого таза. Обычно его используют в тех случаях, когда другие препараты недоступны. Левофлоксацин доступен в формах для приёма внутрь, внутривенно и в виде глазных капель.
Общие побочные эффекты включают тошноту, диарею и проблемы со сном. Серьезные побочные эффекты могут включать разрыв сухожилия, воспаление сухожилий, судороги, психоз и потенциально необратимое повреждение периферических нервов. Повреждение сухожилий может появиться через несколько месяцев после завершения лечения. Некоторые люди также могут легко получить солнечный ожог. У людей с миастенией могут усиливаться мышечная слабость и проблемы с дыханием. Хотя использование во время беременности не рекомендуется, риск представляется низким. Использование других препаратов этого класса во время грудного вскармливания представляется безопасным; однако безопасность левофлоксацина неясна. Представляет собой L-энантиомер офлоксацина с антибактериальной активностью вдвое большей, чем у офлоксацина, являющегося рацемической смесью L- и D- энантиомеров.

## Применение в медицине

### Показания
Инфекции нижних дыхательных путей (хронический бронхит, пневмония), ЛОР-органов (синусит, средний отит), мочевыводящих путей и почек (в том числе острый пиелонефрит, хронический простатит), кожи и мягких тканей (нагноившиеся атеромы, абсцесс, фурункулы), туберкулёз (комплексная терапия лекарственно-устойчивых форм).
Является препаратом выбора при хроническом простатите (в дозировке 500 мг в день, в течение 28 дней). Эффективность такого лечения превышает 77 %.
По состоянию на 2016 год Управление по санитарному надзору за качеством пищевых продуктов и медикаментов США (FDA) давало следующую рекомендацию использования: «серьезные побочные эффекты, связанные с фторхинолоновыми антибактериальными препаратами, обычно перевешивали пользу для пациентов с острым синуситом, острым бронхитом и неосложненными инфекциями мочевыводящих путей, у которых есть другие варианты лечения. Для пациентов в этих условиях фторхинолоны следует назначать тем, у кого нет альтернативных вариантов лечения ».
Левофлоксацин используется для лечения пневмонии, инфекций мочевыводящих путей и брюшной полости. По состоянию на 2007 год Американское общество инфекционных заболеваний (IDSA) и Американское торакальное общество рекомендовали левофлоксацин и другие респираторные фторхинолины в качестве лечения первой линии при внебольничной пневмонии, когда присутствуют сопутствующие заболевания, такие как болезни сердца, легких или печени, или когда имеются заболевания. пациенту требуется лечение. Левофлоксацин также играет важную роль в рекомендуемых схемах лечения ИВЛ-ассоциированной и связанной со здоровьем пневмонии.
По состоянию на 2010 год он был рекомендован IDSA в качестве варианта лечения первой линии при катетер-ассоциированных инфекциях мочевыводящих путей у взрослых. В комбинации с метронидазолом он рекомендуется в качестве одного из нескольких вариантов лечения первой линии для взрослых пациентов с внебольничными внутрибрюшными инфекциями легкой и средней степени тяжести.  IDSA также рекомендует его в сочетании с рифампицином в качестве лечения первой линии при инфекциях протезных суставов. Американская урологическая ассоциация рекомендует левофлоксацин в качестве лечения первой линии для предотвращения бактериального простатита при биопсии простаты. и с 2004 г. исследовательская сеть NIH, изучающая это состояние, рекомендовала лечить бактериальный простатит.
Левофлоксацин и другие фторхинолоны также широко используются для лечения неосложненных внебольничных инфекций дыхательных путей и мочевыводящих путей, показания для которых основные медицинские общества обычно рекомендуют использовать более старые препараты более узкого спектра, чтобы избежать развития устойчивости к фторхинолонам. Из-за его широкого использования у распространенных патогенов, таких как Escherichia coli и Klebsiella pneumoniae, выработалась устойчивость. Во многих странах по состоянию на 2013 год уровень устойчивости среди инфекций, связанных с оказанием медицинской помощи, к этим патогенам превышал 20%.
Левофлоксацин также используется в качестве антибиотических глазных капель для предотвращения бактериальной инфекции. Было обнаружено, что использование глазных капель левофлоксацина вместе с инъекцией антибиотика цефуроксима или пенициллина во время операции по удалению катаракты снижает вероятность развития эндофтальмита по сравнению с только глазными каплями или инъекциями.

### Беременность и кормление грудью
Согласно утвержденной FDA информации о назначении левофлоксацина относится к категории C при беременности. Это обозначение указывает на то, что исследования репродукции животных показали неблагоприятное воздействие на плод и отсутствуют адекватные и хорошо контролируемые исследования на людях, но потенциальная польза для матери может быть снижена в некоторых случаях риск для плода перевешивает. Имеющиеся данные указывают на низкий риск для будущего ребенка. Воздействие хинолонов, включая левофлоксацин, в течение первого триместра не связано с повышенным риском мертворождения, преждевременных родов, врожденных дефектов или низкой массы тела при рождении.
Левофлоксацин проникает в грудное молоко, хотя ожидается, что концентрация левофлоксацина у грудного ребенка будет низкой. Из-за потенциальных рисков для ребенка производитель не рекомендует кормящим мамам принимать левофлоксацин. Однако риск, по-видимому, очень низкий, и левофлоксацин можно применять кормящим матерям при надлежащем наблюдении за ребенком в сочетании с отсрочкой грудного вскармливания на 4–6 часов после приема левофлоксацина.

### Дети
Левофлоксацин не утвержден в большинстве стран для лечения детей, за исключением уникальных и угрожающих жизни инфекций, потому что это связано с повышенным риском костно-мышечной травмы в этой популяции, свойство она разделяет с другими фторхинолонами.
В США левофлоксацин одобрен для лечения сибирской язвы и чумы у детей старше шести месяцев.
Левофлоксацин рекомендован Обществом педиатрических инфекционных заболеваний и Американским обществом инфекционных заболеваний в качестве лечения первой линии детской пневмонии, вызванной устойчивым к пенициллину Streptococcus pneumoniae, и в качестве средства второй линии для лечения чувствительных к пенициллину случаев.
В одном исследовании 1534 несовершеннолетних пациента (в возрасте от 6 месяцев до 16 лет), получавших левофлоксацин в рамках трех исследований эффективности, наблюдались для оценки всех скелетно-мышечных нарушений, произошедших в течение 12 месяцев после лечения. На 12 месяцев наблюдения кумулятивного заболеваемости костно-мышечной системы побочных эффектов составила 3,4%, по сравнению с 1,8% у 893 пациентов, получавших лечение с другими антибиотиками. В levafloxacin группе, обработанной примерно две трети этих опорно-двигательного аппарата неблагоприятных событий произошло в течение первых 60 дней, 86% были мягкими, 17% были умеренными, и все решить без долгосрочных последствий.

### Спектр активности
Левофлоксацин и фторхинолоны более позднего поколения вместе именуются «респираторными хинолонами», чтобы отличить их от более ранних фторхинолонов, которые проявляли умеренную активность в отношении важного респираторного патогена Streptococcus pneumoniae.
Препарат проявляет повышенную активность против важного респираторного патогена Streptococcus pneumoniae по сравнению с более ранними производными фторхинолона, такими как ципрофлоксацин. По этой причине он считается «респираторным фторхинолоном» наряду с недавно разработанными фторхинолонами, такими как моксифлоксацин и гемифлоксацин. Он менее активен, чем ципрофлоксацин, в отношении грамотрицательных бактерий, особенно Pseudomonas aeruginosa, и не обладает активностью моксифлоксацина и гемифлоксацина против метициллин-резистентного золотистого стафилококка (MRSA). Левофлоксацин показал умеренную активность против анаэробов и примерно в два раза эффективнее офлоксацина против Mycobacterium tuberculosis и других микобактерий, включая комплекс Mycobacterium avium.
Спектр его активности включает большинство штаммов бактериальных патогенов, ответственных за респираторные, мочевыводящие, желудочно-кишечные и абдоминальные инфекции, включая грамотрицательные (Escherichia coli, Haemophilus influenzae, Klebsiella pneumoniae, Legionella pneumophila, Moraxella catarrhalis, Proteus mirabilas  и Pseudimonas aeruginosa). Грамположительные (метициллин-чувствительный, но не метициллин-устойчивый Staphylococcus aureus, Streptococcus pneumoniae, Staphylococcus epidermidis, Enterococcus faecalis и Streptococcus pyogenes) и атипичные бактериальные патогены (Chlamydophila pneumoniae и Mycoplasma pneumoniae) По сравнению с более ранними антибиотиками класса фторхинолинов, такими как ципрофлоксацин, левофлоксацин проявляет большую активность в отношении грамположительных бактерий, но меньшую активность в отношении грамотрицательных бактерий, особенно Pseudomonas aeruginosa.

### Резистентность
Устойчивость к фторхинолонам обычна для стафилококков и псевдомонад. Сопротивление возникает по-разному. Одним из механизмов является изменение фермента топоизомеразы IV. Двойная мутантная форма S. pneumoniae Gyr A + Par C, несущая мутации Ser-81 -> Phe и Ser-79 -> Phe, в восемь-шестнадцать раз менее чувствительна к ципрофлоксацину.

## Противопоказания и взаимодействия
Гиперчувствительность, эпилепсия, поражение сухожилий при ранее проводившемся лечении хинолонами, беременность, период лактации, детский и подростковый возраст (до 18 лет).

### C осторожностью
Пожилой возраст (высокая вероятность наличия сопутствующего снижения функции почек), дефицит глюкозо-6-фосфатдегидрогеназы.
Увеличивает T1/2 циклоспорина. Эффект снижают лекарственные средства, угнетающие моторику кишечника, сукральфат, Al3+ и Mg2+-содержащие антацидные лекарственные средства и соли Fe (необходим перерыв между приемом не менее 2 ч). НПВП, теофиллин повышают судорожную готовность, ГКС повышают риск разрыва сухожилий. Циметидин и лекарственные средства, блокирующие канальцевую секрецию, замедляют выведение. Раствор для внутривенного введения совместим с 0.9 % раствором NaCl, 5 % раствором декстрозы, 2,5 % раствором Рингера с декстрозой, комбинированными растворами для парентерального питания (аминокислоты, углеводы, электролиты). Нельзя смешивать с гепарином и растворами, имеющими щелочную реакцию.

## Побочные эффекты
Со стороны пищеварительной системы: тошнота, рвота, диарея (в том числе с кровью), нарушение пищеварения, снижение аппетита, боль в животе, псевдомембранозный энтероколит; повышение активности «печеночных» трансаминаз, гипербилирубинемия, гепатит, дисбактериоз. 

Со стороны сердечно-сосудистой системы: снижение артериального давления, сосудистый коллапс, тахикардия, удлинение интервала QT. 

Со стороны обмена веществ: гипогликемия (повышение аппетита, повышенное потоотделение, дрожь). 

Со стороны нервной системы: головная боль, головокружение, слабость, сонливость, бессонница, тремор, беспокойство, парестезии, страх, галлюцинации, спутанность сознания, депрессия, двигательные расстройства, эпилептические припадки (у предрасположенных пациентов). 

Со стороны органов чувств: нарушения зрения, слуха, обоняния, вкусовой и тактильной чувствительности. 

Со стороны опорно-двигательного аппарата: артралгия, мышечная слабость, миалгия, разрыв сухожилий, тендинит. 

Со стороны мочевыделительной системы: гиперкреатининемия, интерстициальный нефрит, острая почечная недостаточность. 

Со стороны органов кроветворения: эозинофилия, гемолитическая анемия, лейкопения, нейтропения, агранулоцитоз, тромбоцитопения, панцитопения, геморрагии. 

Аллергические реакции: фотосенсибилизация, зуд и гиперемия кожи, отёк кожи и слизистых оболочек, крапивница, злокачественная экссудативная эритема (синдром Стивенса-Джонсона), токсический эпидермальный некролиз (синдром Лайелла), бронхоспазм, удушье, анафилактический шок, аллергический пневмонит, васкулит. 

Прочие: астения, обострение порфирии, рабдомиолиз, стойкая лихорадка, развитие суперинфекции.

### Передозировка
Симптомы: тошнота, эрозивные поражения слизистых оболочек желудочно-кишечного тракта, удлинение интервала Q-T, спутанность сознания, головокружение, судороги. 

Лечение: симптоматическое, диализ неэффективен.

## Фармакологическое действие
Фторхинолон — противомикробное бактерицидное средство широкого спектра действия. Блокирует ДНК-гиразу (топоизомеразу II) и топоизомеразу IV, нарушает суперспирализацию и сшивку разрывов ДНК, подавляет синтез ДНК, вызывает глубокие морфологические изменения в цитоплазме, клеточной стенке и мембранах бактерии.
Эффективен в отношении:
- Enterococcus faecalis,
- Staphylococcus aureus,
- Staphylococcus epidermidis,
- Streptococcus pneumoniae,
- Streptococcus pyogenes,
- Streptococcus agalactiae,
- Viridans group streptococci,
- Enterobacter cloacae,
- Enterobacter aerogenes,
- Enterobacter agglomerans,
- Enterobacter sakazakii,
- Escherichia coli,
- Haemophilus influenzae,
- Haemophilus parainfluenzae,
- Klebsiella pneumoniae,
- Klebsiella oxytoca,
- Legionella pneumoniae,
- Moraxella catarrhalis,
- Proteus mirabilis,
- Pseudomonas aeruginosa,
- Pseudomonas fluorescens,
- Chlamydia pneumoniae,
- Mycoplasma pneumoniae,
- Mycoplasma hominis,
- Acinetobacter anitratus,
- Acinetobacter baumannii,
- Acinetobacter calcoaceticus,
- Bordetella pertussis,
- Citrobacter diversus,
- Citrobacter freundii,
- Morganella morganii,
- Proteus vulgaris,
- Providencia rettgeri,
- Providencia stuartii,
- Serratia marcescens,
- Clostridium perfringens.

### Фармакокинетика
При приеме внутрь быстро и практически полностью всасывается (прием пищи мало влияет на скорость и полноту абсорбции). Биодоступность — 99 %. TCmax — 1-2 ч; при приёме 250 и 500 мг Cmax составляет 2.8 и 5.2 мкг/мл соответственно. Связь с белками плазмы — 30-40%. Хорошо проникает в органы и ткани: лёгкие, слизистую оболочку бронхов, мокроту, органы мочеполовой системы, полиморфно-ядерные лейкоциты, альвеолярные макрофаги. В печени небольшая часть окисляется и/или дезацетилируется. Почечный клиренс составляет 70% общего клиренса. T½ — 6-8 ч. Выводится из организма преимущественно почками путём клубочковой фильтрации и канальцевая секреция. Менее 5% левофлоксацина экскретируется в виде метаболитов. В неизмененном виде с мочой в течение 24 ч выводится 70% и за 48 ч — 87%; в кале за 72 ч обнаруживается 4% принятой внутрь дозы. После внутривенной инфузии 500 мг в течение 60 мин Cmax — 6.2 мкг/мл. При внутривенном однократном и многократном введении кажущийся объём распределения после введения той же дозы составляет 89-112 л, Cmax — 6.2 мкг/мл, T1/2 — 6.4 ч.

## Режим дозирования
Внутрь, до еды или в перерыве между приемами пищи, не разжевывая, запивая достаточным количеством жидкости.
- При остром синусите — внутрь, по 500 мг 1 раз в сутки, в течение 10-14 дней, либо по 750 мг 1 раз в сутки в течение 5 дней;
- При инфекционном обострении ХОБЛ — по 500 мг 1 раз в сутки, в течение 7-10 дней, либо по 750 мг 1 раз в сутки в течение 5 дней;
- При пневмонии — внутрь, по 250—500 мг 1-2 раза в сутки (0.5-1 г/сут); внутривенно — по 500 мг 1-2 раза в сутки, в течение 7-14 дней, либо по 750 мг 1 раз в сутки в течение 5 дней.
- При инфекциях мочевыводящих путей — внутрь, 250 мг 1 раз в сутки; внутривенно, в той же дозе, 7-10 дней.
- При простатите — внутрь, по 500 мг 1 раз в сут в течение 28 дней.
- При инфекциях кожи и мягких тканей — внутрь, по 250—500 мг 1-2 раза в сутки; внутривенно, по 500 мг 2 раза в сутки, в течение 7-14 дней.
- При туберкулезе — внутрь, по 500 мг 1-2 раза в сутки до 3 месяцев.

Применяется также внутривенно, после внутривенного введения через несколько дней возможен переход на прием внутрь в той же дозе.
При заболеваниях почек дозу снижают в соответствии со степенью нарушения функции: при клиренсе креатинина (КК) 20-50 мл/мин — по 125—250 мг 1-2 раза в сутки, 10-19 мл/мин — 125 мг 1 раз в 12-48 ч, меньше 10 мл/мин (включая гемодиализ) — 125 мг через 24 или 48 ч.

## Особые указания
После нормализации температуры тела рекомендуется продолжать лечение не менее 48-78 ч. Длительность внутривенного вливания 500 мг (100 мл инфузионного раствора) должна составлять не менее 60 мин. Во время лечения необходимо избегать солнечного и искусственного УФ-облучения во избежание повреждения кожных покровов (фотосенсибилизация). При появлении признаков тендинита, псевдомембранозного колита левофлоксацин немедленно отменяют. Следует иметь в виду, что у больных с поражением головного мозга в анамнезе (инсульт, тяжёлая травма) возможно развитие судорог, при недостаточности глюкозо-6-фосфатдегидрогеназы — риск развития гемолиза. В период лечения необходимо соблюдать осторожность при вождении автотранспорта и занятии др. потенциально опасными видами деятельности, требующими повышенной концентрации внимания и быстроты психомоторных реакций.

## Химические свойства
Левофлоксацин является левым изомером рацемата офлоксацина, другого хинолонового антимикробного агента. Левофлоксацин, хиральный фторированный карбоксихинолон, представляет собой чистый (-) - (S) -энантиомер рацемического офлоксацина. Определенные функциональные группы в этих молекулах включают гидроксильную группу, карбонильную группу и ароматическое кольцо.
Левофлоксацин представляет собой S-энантиомер, и он более эффективно связывается с ферментом ДНК-гиразой и топоизомеразой IV, чем его аналог.
Вещество используется в виде полугидрата, который имеет эмпирическую формулу C18H20FN3O4 · ½ H2O и молекулярную массу 370,38 г / моль. Левофлоксацин представляет собой кристаллы или кристаллический порошок от светло-желтовато-белого до желто-белого цвета. Основной проблемой при синтезе левофлоксацина является определение правильных входов в бензоксазиновое ядро для получения правильной хиральной формы.

## История
Левофлоксацин представляет собой фторхинолон третьего поколения, являющийся одним из изомеров офлоксацина, который был конформационно заблокированным аналогом более широкого спектра действия норфлоксацина; как офлоксацин, так и левофлоксаксин были синтезированы и разработаны учеными Daiichi Seiyaku. Ученые Daiichi знали, что офлоксацин является рацемическим, но безуспешно пытались разделить два изомера; в 1985 году им удалось отдельно синтезировать чистую лево-форму и показать, что она менее токсична и более активна, чем другая форма.
Впервые он был одобрен для продажи в Японии в 1993 году для перорального применения, и Daiichi продавал его там под торговой маркой Cravit. Daiichi, работая с Johnson & Johnson так же, как и с офлоксацином, получила одобрение FDA в 1996 году под торговой маркой Levaquin для лечения бактериального синусита, обострения бактериального бронхита, внебольничной пневмонии, неосложненных кожных инфекций, осложненных инфекций мочевыводящих путей и острого пиелонефрита.
Левофлоксацин продается компанией Санофи-Авентис в соответствии с лицензионным соглашением, подписанным с Daiichi в 1993 году, под торговой маркой «Таваник».
К этому времени левофлоксацин достиг статуса блокбастера. Совокупные мировые продажи левофлоксацина и офлоксацина только для J&J составили 1,6 миллиарда долларов США в 2009 году.
Срок действия патента на левофлоксацин в Соединенных Штатах был продлен Управлением по патентам и товарным знакам США на 810 дней в соответствии с положениями Поправки Хэтча Ваксмана, так что срок действия патента истек в 2010 году, а не в 2008 году, который не оспаривал действительность патента, а только действительность продления патента, утверждая, что патент не распространяется на «продукт», и поэтому Hatch-Waxman не может быть продлен. Федеральный патентный суд вынес решение в пользу J&J и Daiichi, и дженерики левофлоксацина не поступали на рынок США до 2009 года.